# Ittiri
Ittiri (sardinski: Ìtiri Cannèdu) je grad i općina (comune) u pokrajini Sassariju u regiji Sardiniji, Italija. Nalazi se na nadmorskoj visini od 400 metara i ima 8 619 stanovnika.
 Prostire se na 111,46 km². Gustoća naseljenosti je 77 st/km².
Susjedne općine su: Banari, Bessude, Florinas, Ossi, Putifigari, Thiesi, Uri, Usini i Villanova Monteleone.